# Johann Conrad von Vohrburg
Johann Konrad von Vorburg (* 3. August 1566; † 8. Juli 1622 Speyer) war kurmainzischer Oberamtmann in Miltenberg.

## Leben

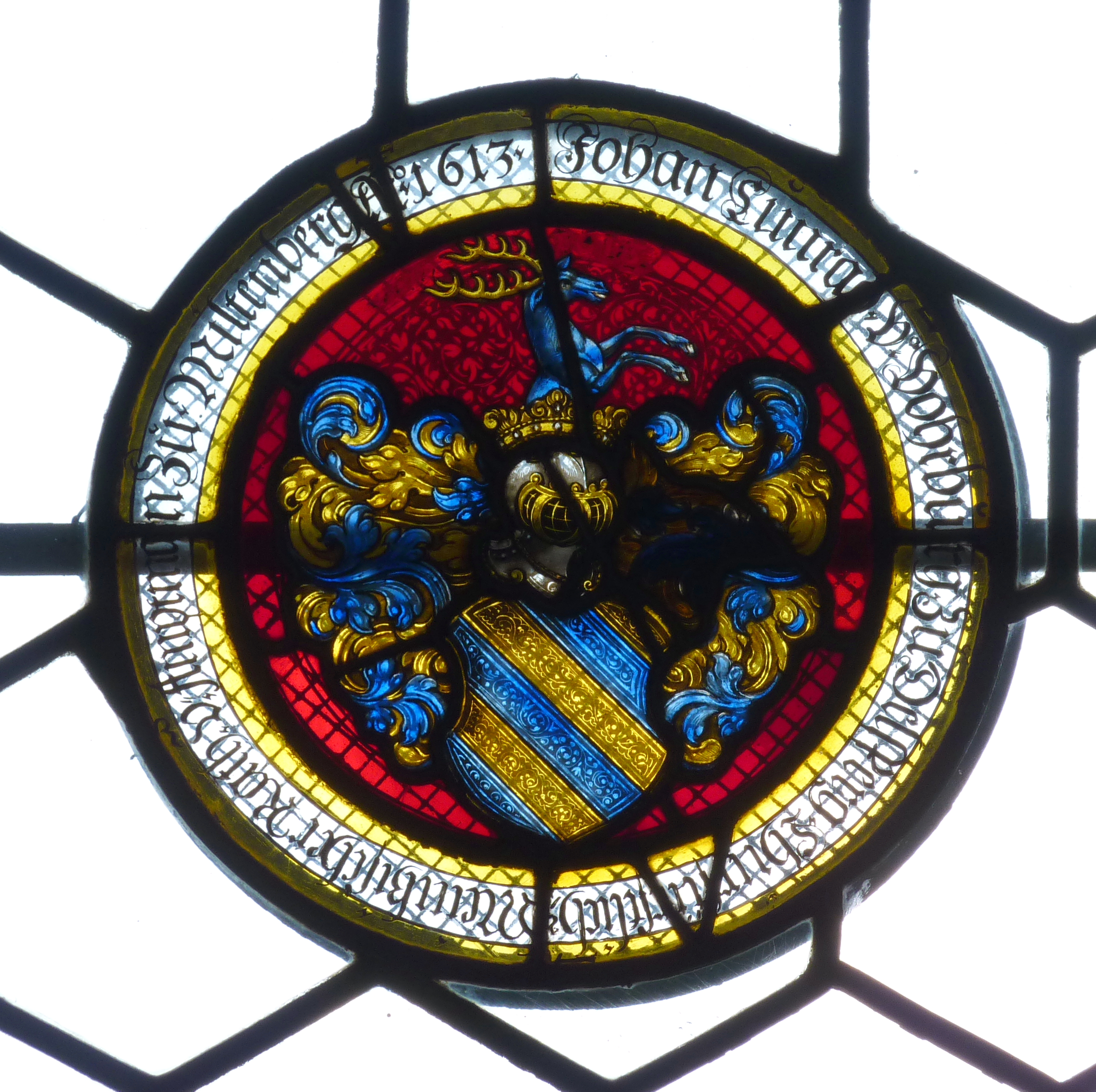
Wappenscheibe des Johann Conrad von Vohrburg

Johann Konrad von Vorburg stammte aus Delsberg, studierte in Würzburg (1584), Ingolstadt (1584) sowie Siena (1587) und war anschließend fürstl. baselischer Rat sowie seit etwa 1596 Beisitzer am Reichskammergericht in Speyer. Er war seit 14. September 1605 kurmainzischer Hofrat und Oberamtmann im Amt Miltenberg als Nachfolger von Balthasar von Dalberg. In erster Ehe war Johann Konrad seit 1588 mit Anna Ifflinger von Granegg (* um 1572) verheiratet, die am 10. November 1607 starb. Aus dieser Ehe entstammten die Söhne Wolfgang Sigismund (1591–1645), seit 1636 Dekan am Stift St. Peter und Alexander in Aschaffenburg, und Johann Philipp (1596–1660), würzburgischer Hofrat. In zweiter Ehe war Johann Konrad seit 1608 mit Katharina Elisabeth von Schwalbach verheiratet. Er leitete als Amtmann zwischen 1616 und 1618 die Hexenprozesse in Bürgstadt und Miltenberg. Kurz vor seinem Tode war er im Mai 1622 wieder zum Beisitzer am Reichskammergericht berufen worden.
Im Sitzungssaal des Rathauses von Bürgstadt befindet sich seine Wappenscheibe, da er als Amtsträger des Erzstifts Mainz auch für Bürgstadt zuständig war. Die Umschrift lautet: „JOHANN CUNRAD VON VOHRBURG ZU DELSPERG, CHURFÜRSTL. MEINTZISCHE RATH UND AMPTMAN ZU MILTENBERG, ANNO 1613“.
Das Familienarchiv derer von Vorburg gelangte später an das Adelsarchiv der Grafen von Schönborn und befindet sich heute als Teil dessen, weitgehend unbearbeitet, als Depositum im Staatsarchiv Würzburg. Der Nachlass enthält auch seine persönlichen Mitschriften der Sitzungen des kurmainzischen Hofrats (1606/1612).